# Paweł Gieras
Paweł Gieras (ur. 13 stycznia 1960 w Krakowie) – polski prawnik, adwokat, prokurator, od 2023 członek Państwowej Komisji Wyborczej.

## Życiorys
W 1984 ukończył prawo na Uniwersytecie Jagiellońskim. W trakcie nauki działał w Akademickim Związku Sportowym i Niezależnym Zrzeszeniu Studentów. W latach 1985–1992 pracował w Prokuraturze Rejonowej Kraków-Śródmieście, dochodząc do stanowiska zastępcy prokuratora rejonowego i szefa zakładowej organizacji zawiązkowej. Wykonywał także zawód syndyka (1992–2010) i radcy prawnego Generalnej Dyrekcji Dróg Krajowych i Autostrad (1994–1996).
Od 1996 prowadzi własną kancelarię adwokacką w Krakowie. W samorządzie zawodowym zajmował stanowiska rzecznika dyscyplinarnego (2007–2013) i dziekana (2013–2020) Okręgowej Rady Adwokackiej w Krakowie. W 2021 wszedł w skład Naczelnej Rady Adwokackiej i został prezesem Ośrodka Badawczego Adwokatury Polskiej w Warszawie. Podjął działalność jako arbiter Sądu Arbitrażowego przy Krajowej Izbie Gospodarczej, był także wieloletnim członkiem rady TS Wisła Kraków.
W 2023 został zgłoszony przez klub parlamentarny Polska 2050 – Trzecia Droga na członka Państwowej Komisji Wyborczej. Sejm X kadencji wybrał go na to stanowisko 21 grudnia 2023.

## Odznaczenia
Odznaczony m.in. Odznaką „Adwokatura Zasłużonym” i Medalem Zasłużony dla Światowego Związku Żołnierzy Armii Krajowej.